# U Muscae
U Muscae är en pulserande variabel av Mira Ceti-typ i stjärnbilden Flugan.
Stjärnan varierar mellan visuell magnitud +9,08 och mindre än 13,5 med en period av 356 dygn.